# 日本浪曲協会

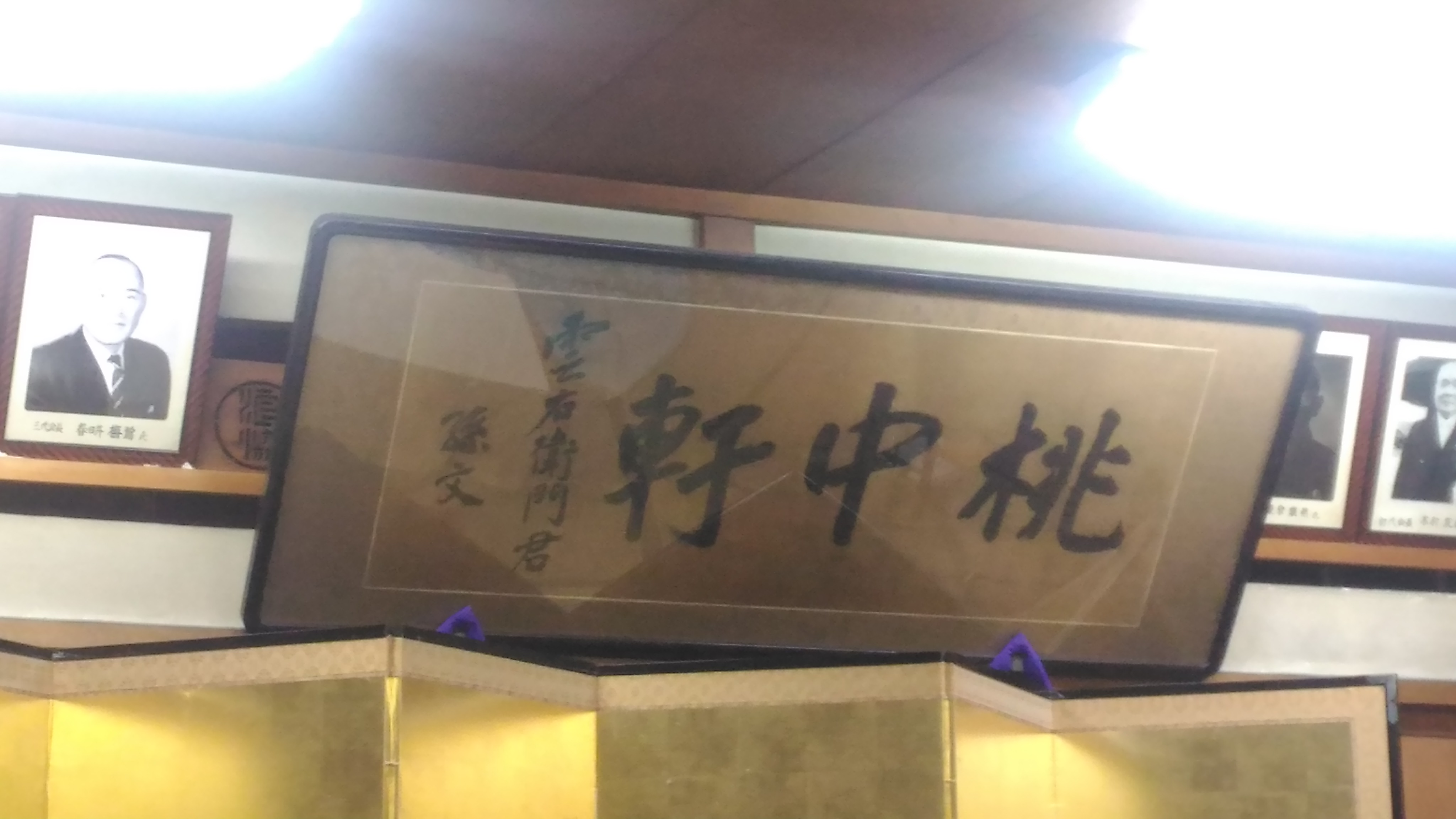
桃中軒の額

一般社団法人日本浪曲協会（いっぱんしゃだんほうじんにほんろうきょくきょうかい）は、東京で活動する浪曲を演じる者（浪曲師ならびに曲師）が加盟する協会。略称は「浪協」または「日浪協」。

## 概要
古くは明治の東京浪花節組合結成に始まる。
毎月、1～7日には木馬亭で定席を、毎週火曜日夜には協会大広間で「浪曲火曜亭」という茶話会付きの会を開いているほか、毎年10月には浅草公会堂で浪曲大会を主催しており、併せて看板披露も行われることも多い。毎年5月上旬には国立演芸場で大演芸まつりに参加、企画公演する。
過去には浅草国際劇場、銀座歌舞伎座で浪曲大会を主催していた。
また、将来の深刻な曲師不足を解消するために、協会主催で開いている「浪曲三味線教室」の初回受講者から、玉川美穂子（後に浪曲師に転向し玉川奈々福）、佐藤貴美江、伊丹明と三人の現役が残り、核となっている。
現在、他の落語家団体との正式な提携はないが、玉川太福の落語芸術協会の加入を契機に、太福門下の弟子2名（落語芸術協会では前座）に加え、奈々福、三代目広沢菊春、国本はる乃と相次いで落語芸術協会に加入し、都内の落語定席への出演機会も増加しつつある。
2025年（令和7年）5月に浪曲定席木馬亭は55周年を迎え、木馬亭の寄席文字を手掛ける春亭右乃香師デザインによる記念Tシャツの販売が5月から予定されている。

## 所在地
- 東京都台東区雷門一丁目10番4号

## 沿革・歴史
- 明治初年代 - 東京浪花節組合が結成される。
- 明治30年代 - 神田組と浅草組の対立が始まる。
- 1926年（大正15年） - 松竹の向山庄太郎が一本化を図って「東京浪曲協会」として統一し、東西の大看板が集まる浪曲大会を年2回開催する（1938年（昭和13年）に日本浪曲協会へ改名）。
- 1939年（昭和14年） - 協会の運営に反旗を翻した寿々木米若、二代目玉川勝太郎、初代木村友衛、（大阪の梅中軒鶯童）など若手の人気浪曲師が中心となって「浪曲総和会」を結成する。
- 1940年（昭和15年）5月29日 - 「日本浪曲協会」に改組する（現在の協会はこれを創始としている）[3]。
- 太平洋戦争中に関西の浪曲親友協会、九州の興浪会と戦時統合して「日本浪曲会」が発足した際は、その本部と東京支部となる。戦後、再び日本浪曲協会を結成。
- 1945年（昭和20年） - 敗戦とともに旧に復し、再び「日本浪曲協会」になる。
- 1963年（昭和36年）9月27日 - 東京浅草田原町に自前の建物、浪曲協会会館が竣工する。
- 1968年（昭和43年） - 三門博会長の事務系排除の運営方針に反対した初代東家浦太郎はじめ有力浪曲師が、協会内に「浪曲百扇会」を結成して大会も別に開くなど内部分裂を起こす（この時期は同時に別会場で大会が2つ行われた）。
- 1970年（昭和45年） - 寿々木米若が会長に復帰し、百扇会組も協会に合流したことで再び一本化する。
- 1970年（昭和45年） - 浪曲定席の木馬亭が開場し、日本浪曲協会と木馬亭（根岸興行部）の共催の形をとる[4]。
- 2012年（平成24年） - 補助金を不正受給していたことが発覚し、文化庁より5年間の補助金支給を停止される[5]。
- 2013年（平成25年）11月22日 - 任意団体から一般社団法人に移行する。

## 歴代会長
- 初代木村友衛（在任期間：（1942年（昭和13年）2月[6]-1945年）
- 東家楽燕（1946年-1947年。1期2年と決める[6]）
- 木村友衛（1948年ｰ1949年)再任
- 初代春日井梅鶯（1950年[注釈 4]ｰ1951年）
- 寿々木米若（1952年ｰ1953年[注釈 5]）
- 2代目広沢虎造（1954年-1955年）
- 2代目玉川勝太郎（1956年[注釈 6]-1957年）
- 木村若衛（1958年[注釈 7]-1959年）
- 寿々木米若（1960年-1963年）再任。2期
- 初代東家浦太郎（1966年-1967年）
- 三門博（1968年[7]ｰ1970年）百扇会分裂時代
- 寿々木米若（1970年ｰ1973年）昭和45年ｰ48年。百扇会復帰[8]再再任。2期
- 初代東家浦太郎（1974年ｰ1979年）昭和49ｰ54年、3期
- 木村若衛（1980年-1981年）再任
- 初代東家浦太郎（1982年-1985年）再任。2期
- 4代目天中軒雲月（1986年-1989年）昭和61から平成元年[9]。2期
- 3代目広沢虎造（1990年-1991年）
- 五月一朗（1992年-1993年）
- 3代目玉川勝太郎（1994年-1995年）
- 4代目東家三楽（1996年-2001年）平成8年ｰ13年[9]。3期
- 2代目東家浦太郎（2002年-2003年）
- 2代目春日井梅鶯（2004年-2005年）
- 4代目東家三楽（2006年-2007年）再任
- 澤孝子（2008年-2013年）平成20年から。3期
- 富士路子改め5代目東家三楽（2014年-2024年）
- 五代目天中軒雲月（2024年4月 - ）

## 役員
2024年4月改選
会長
- 五代目天中軒雲月

副会長
- 佐藤貴美江

理事
- 東家一太郎
- 東家孝太郎
- 国本はる乃
- 澤雪絵
- 玉川太福
- 玉川奈々福
- 港家小そめ

## 所属会員
（亭号別）※印は落語芸術協会にも加入の浪曲師。＊印は浪曲親友協会にも加入の浪曲師。

### 浪曲師
- 葵わか葉
- 東家若燕改め4代目港家小柳丸
  - 港家小蝶次
- （故二代目東家浦太郎門下）
  - 浪花亭友歌
  - 東家一太郎
    - 東家一陽

  - 東家孝太郎
  - 東家恭太郎
- （天津妃祥）
- （大利根勝子）[注釈 8]
- 鳳舞衣子
- （鹿島秀若）
- （春日井梅光門下）
  - 花渡家ちとせ
- 木村勝千代
- （故国本晴美門下）
  - 国本はる乃※
- さがみ三太
- （故澤孝子門下）
  - 澤順子
  - 澤惠子
  - 澤雪絵
  - 三代目広沢菊春※
  - 広沢虎康
- イエス玉川（故玉川勝太郎門下）
- （故玉川福太郎門下）
  - 玉川福助
  - （玉川こう福）[注釈 9]
  - 玉川奈々福※
  - （玉川ぶん福）
  - 玉川太福※
    - 玉川わ太※
    - 玉川き太※

  - （玉川みね子預かり）[12]
    - 玉川絹華（2024年7月、玉川奈々福門下から移籍[13]、前・玉川奈みほ）
- 五代目天中軒雲月＊
  - 天中軒月子＊
  - 天中軒景友＊
  - 天中軒すみれ＊
  - 天中軒かおり
- 浜乃一舟（曲師・伊丹秀敏の浪曲師名）
- （富士琴路門下）
  - 富士鷹雄
  - 富士琴美
    - 富士琴哉

  - 富士路子改め5代目東家三楽
    - 富士実子
    - 富士綾那
    - 東家三可子
    - 東家千春
    - 東家志乃ぶ
- 二葉百合歌
- 真山隼人＊
- 三門柳
  - 三門綾
- （故港家小柳門下）
  - 港家小ゆき
  - 港家小そめ
- 春野恵子＊

### 曲師
- 青山理（あおやま ただし）
- 東家美
- 伊丹明
- 伊丹秀敏
  - 伊丹英幸
  - 旭ちぐさ
  - 伊丹秀勇
- 伊丹けい子
- （片倉京子）
- （片倉ゆきじ）
- （北川純子）
- 佐藤貴美江
  - 佐藤一貴
- 沢村豊子
  - 沢村さくら＊ ｰ 大阪から復帰の形
  - 広沢美舟
  - 沢村まみ
  - 沢村道世
  - 沢村理緒
  - 沢村博喜
- （下条豊子）
- 玉川みね子
  - 玉川鈴
  - 玉川さと
- 玉川祐子
- 馬越ノリ子（うまごし のりこ）
- 水乃金魚（みずの きんとと）
- （吉野雅樹）